# Chondrodactylus fitzsimonsi
Chondrodactylus fitzsimonsi är en ödleart som beskrevs av  Arthur Loveridge 1947. Chondrodactylus fitzsimonsi ingår i släktet Chondrodactylus och familjen geckoödlor. Inga underarter finns listade i Catalogue of Life.